# Quercus cualensis
Quercus cualensis es una especie del género Quercus dentro de la familia Fagaceae. Está clasificada en la sección Lobatae; del roble rojo de América del Norte, Centroamérica y el norte de América del Sur que tienen los estilos largos, las bellotas maduran en 18 meses y tienen un sabor muy amargo. Las hojas suelen tener lóbulos con las puntas afiladas, con cerdas o con púas en el lóbulo.

## Distribución y hábitat
Crece en México en el estado de Jalisco, entre los 1800-2300 m.

## Descripción
Es un árbol de hoja perenne que llega alcanzar los 10-15 m de altura; y que muy frecuentemente en forma arbustiva. La corteza es gris, agrietada. Las ramas son delgadas, con numerosas y pálidas lenticelas, con muy pequeños brotes redondeadas, y con escamas ciliadas. Las hojas miden entre 3-10 cm de largo y 1-2 cm de ancho, elípticas o estrechamente lanceoladas. El ápice de las hojas es agudo, mucronado, base redondeada o ligeramente cuneiforme, margen entero, glabras por encima y pálidas, sin pelo, o a veces con copos axilares, por debajo , con 10-15 pares de venas . El peciolo mide 0,5 de largo. Las bellotas de 1,5 cm de largo, ovoides, de color marrón claro, 1 o 2 juntas en un tallo corto. La copa cierra de un cuarto a un tercio de la nuez , que madura al cabo de 2 años.

## Taxonomía
Quercus cualensis fue descrita por Luz María González Villarreal y publicado en Brittonia 55: 49 2003.
Etimología
Quercus: nombre genérico del latín que designaba igualmente al roble y a la encina.